# Aloe Vera (película)
Aloe Vera es una película ghanesa de 2020 producida por Manaa Abdallah y Anny Araba Adams. Fue coproducida y dirigida por Peter Sedufia.

## Sinopsis
Dos grupos de personas viven en el mismo pueblo, los Aloes y los Veras. Entre ellos existe una fuerte rivalidad que incluye hasta a los miembros más jóvenes y cada bando mantiene su propio color característico. Cuando los hijos de los líderes de la ciudad, Aloewin y Veraline, se enamoran, deberán encontrar la manera de unir a las dos comunidades a pesar de las diferencias.

## Elenco
- Aaron Adatsi
- Ngozi Viola Adikwu
- Benjamin Adaletey
- Kofi Adjorlolo
- Ben Affat
- Eric Agyemfra
- Kobina Amissah-Sam
- Rhoda Okobea Ampene
- Fred Amugi
- Adjetey Anang
- Akofa Edjeani Asiedu
- Edinam Atatsi
- Mawuko Awumah
- Alexandra Ayirebi-Acquah
- Grace Omaboe
- Nana Ama McBrown
- Peter Ritchie
- Priscilla Opoku Agyemang
- Fiifi Coleman
- Gloria Sarfo
- Roselyn Ngissah
- Beverly Afaglo
- Naa Ashorkor
- Solomon Fixon Owoo
- Adamu Zaaki

## Producción
El título se anunció en 2019, así como el hecho de que el director Peter Sedufia estaba construyendo 100 casas para crear una aldea en Dabala, región de Volta en Ghana, en lo cual se realizaría el rodaje. Los actores Priscilla Opoku Agyemang, Nana Ama Mcbrown y Roselyn Ngissah anunciamos como parte del elenco. Worlasi fue contratado para proporcionar la banda sonora de la película. El director describió la película como una "mejora de su proyecto anterior" y "diseñada para dar a la gente algo que valga la pena y su tiempo".
Con un presupuesto de aproximadamente N58,204,500 inicialmente, alcanzó los N77,606,000 debido a las fechas de filmación extendidas por la afectación del equipo de rodaje causada por las fuertes lluvias, que también afectaron gravemente el set de filmación.

## Lanzamiento
Se estrenó el 6 de marzo de 2020 en Acca. Tras el lanzamiento del avance avance para promocionar la película, Glitz Africa escribió que "Envuelto con un elenco estelar, así como con trajes azules y amarillos que brindan a los espectadores una comprensión justa de la línea argumental que rige la película, 'Aloe Vera' revela una situación tribal de discriminación provocando que dos jóvenes adultos ahogados en los ríos del amor no estén juntos". Las entradas para el estreno se agotaron rápidamente.
Posteriormente, se anunció que sería estrenada en Netflix.

## Recepción
Citinewsroom en su reseña sobre la película escribió que "el corazón de 'Aloe Vera ' está ahí para que todos lo vean, y definitivamente está en el lugar correcto".